# Operace ha-Har

Arabská vesnice Bajt Natif po dobytí izraelskou armádou během Operace ha-Har

Operace ha-Har (hebrejsky: מבצע ההר, Mivca ha-Har, doslova Operace Hora) byla vojenská akce izraelské armády, provedená v říjnu 1948 během první arabsko-izraelské války. Probíhala paralelně s Operací Jo'av a znamenala izraelské dobytí jižní části Jeruzalémského koridoru a západního okraje Judských hor a pahorkatiny Šefela, jihozápadně od Jeruzaléma.
Při Operaci Jo'av Izraelci během jednoho týdne zničili egyptský západovýchodní koridor mezi obcemi Madždal a Bajt Džibrin, který po několik měsíců odděloval území Izraele od Negevské pouště. Operace ha-Har pobíhala ve dnech 19. - 20. října a byla cílena proti egyptským invazním vojskům na severovýchodním okraji jejich původní oblasti. Přinesla mimo jiné dobytí Bajt Džibrinu. Prováděla ji Brigáda Har'el a jednou jednotkou se připojila i Brigáda Ecioni. Společně s Operací ha-Har probíhala blíže k Jeruzalému Operace Jekev.